# Mary Beale

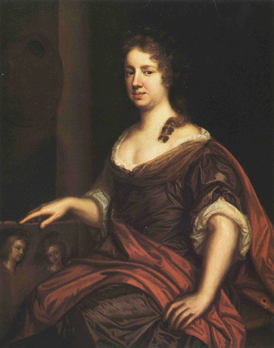
Mary Beale, Zelfportret, ca. 1665, olieverf op doek, 109,2 x 87,6 cm

Mary Beale (Barrow (Suffolk), 26 maart 1633 – Londen, 1699), was een van de eerste professionele Engelse kunstschilderessen. Ze was gespecialiseerd in portretten.

## Biografie
Op 26 maart 1633 werd Mary Beale in Barrow, Suffolk geboren als Mary Cradock, dochter van John Cradock, dominee van Barrow. In 1643 overleed haar moeder, Dorothy. Op 8 maart 1652 trouwde ze met Charles Beale, een stoffenhandelaar uit Londen.
Zowel haar vader als haar echtgenoot waren amateur-schilders. John Cradock was lid van de Worshipful Company of Painter-Stainers, en zo maakte Mary Beale kennis met lokale kunstenaars, waaronder Nathaniel Thach, Matthew Snelling, Robert Walker en Peter Lely.
In 1654 stierf haar eerste kind, Bartholomew. Haar tweede zoon Bartholomew 'Bat' werd geboren in 1656. In dat jaar verhuisde Mary Beal met haar gezin naar Covent Garden in Londen, waar ze haar artistieke carrière begon als semiprofessionele portretschilder. In 1660 werd haar zoon Charles geboren. Later werkte ze ook in Fleet Street in Londen. Toen haar man in 1665 zijn betrekking bij een octrooibureau kwijtraakte, werd hij haar assistent en vertegenwoordiger.
Toen de pest in 1665 in Londen woedde, verhuisde Mary Beale met haar gezin naar Hampshire, waar hun familielid, Samuel Woodforde, vastgoed geërfd had in Binsted. Ze betrokken er Allbrook Farm, waar ze de volgende vijf jaar woonden en waar Mary Beale ook haar atelier had. Tegen de tijd dat ze terugkeerde naar Londen had Mary Beale voldoende geld verdiend met haar kunst om zich een groot huis te kunnen veroorloven. Het verblijf van Mary Beale in Allbrook kan beschouwd worden als een keerpunt in haar carrière.
In 1670 keerde Mary Beale met haar gezin terug naar Londen, waar ze een groot huis met atelier kocht in Pall Mall. Ze had veel succes met haar portretten en tot haar vriendenkring behoorden Thomas Flatman, de dichter Samuel Woodford, de aartsbisschop van Canterbury, John Tillotson, bisschop Edward Stillingfleet en Gilbert Burnet. Ze kwam opnieuw in contact met Peter Lely, die ondertussen hofschilder bij Karel II van Engeland geworden was.
Haar latere werk werd sterk beïnvloed door Lely, meestal kleine portretten of kopieën van werken van Lely.

In 1699 overleed Mary Beale in haar huis in Pall Mall en ze werd begraven in St. James’s Church Piccadilly.

Haar zoon Bartholomew schilderde portretten tot hij medicijnen ging studeren en haar zoon Charles werd ook kunstschilder, gespecialiseerd in miniaturen. Charles Beale overleed in 1705. Het atelier van Mary Beale in Pall Mall bestaat niet meer.

## Allbrook Farm
Allbrook Farm is uniek als enig bekend overblijvende kunstenaarsatelier uit het 17e-eeuwse Groot-Brittannië en het is bovendien een treffend en steeds zeldzamer wordend voorbeeld van de plaatselijke architectuur. Allbrook Farm werd gebouwd in de jaren 1650. Van 1665 tot 1670 woonde en werkte Mary Beale er. Na haar terugkeer naar Londen bleef ze eigenaar van Allbrook Farm en werd het gebouw verhuurd aan een buurtbewoner. Sinds de vroege jaren 1980 staat de woning leeg, en is leeggeroofd en verwaarloosd. De huidige eigenaars willen het gebouw omringen met huizen, garages en afvalcontainerparken.

## Stijl
Als reactie op de gedetailleerde maniëristische portretstijl ontstond in de loop van de 17e eeuw een nieuw type portret, dat gebaseerd was op een eenvoudigere compositie. Deze nieuwe stijl richtte zich op de figuur en zijn persoonlijkheid. In Engeland kreeg de kunst bovendien een nieuwe waarde door buiten de kringen van het Hof en de Kerk te treden. De portretten van Mary Beale waren realistisch en sober van compositie en ze benadrukten de beweging en de uitdrukking van het model.

## Oeuvre
Mary Beale was een zeer productieve kunstenares. Haar werken zijn verspreid over heel de wereld en maken deel uit van openbare en private collecties, waaronder de National Portrait Gallery, Tate Britain en de Geffrye Museum in Londen. De St Emundsbury Heritage Service in Suffolk bezit de grootste publieke collectie van haar werk. Ze schilderde portretten van bekende personen, maar ook zelfportretten en portretten van familieleden, dienstboden en hechte vrienden.
|  | Zelfportret, ca. 1675–1680 olieverf op jute 89 x 73 cm St Edmundsbury Borough Council - Moyse's Hall Museum, Suffolk                                                                                            |
|  | Mary 'Moll' Davis ca. 1675 actrice en maîtresse van Karel II van Engeland geschilderd naar een nu verloren gegane compositie van Sir Peter Lely olieverf op doek 45,6 x 38 cm National Portrait Gallery, Londen |
|  | Francis Turner, bisschop van Ely, ca 1683-1688 olieverf op doek 74,9 x 62,2 cm National Portret Gallery, Londen                                                                                                 |
|  | Sir Thomas Isham, baronet, ca 1675 vereenvoudigde kopie van een werk van Sir Peter Lely olieverf op doek 45 x 36,5 cm                                                                                           |
|  | William Pierrepont, ca. 1670-1679 olieverf op canvas 76,2 x 63,5 cm |
|  | Henry Cavendish, 2nd Duke of Newcastle-upon-Tyne, ca. 1670 |